# Paracobitis
Paracobitis — рід риб родини немахейлових (Nemacheilidae).
Поширені на Середньому Сході: Іран, Ірак, південно-східна Туреччина, Афганістан, Узбекистан.
Загалом рід залишається погано вивченим. Частково це пов'язано з проблемами безпеки в частині його ареалу, особливо що стосується басейну Гільменду в Афганістані. Також багато видів немахейлових з Близького Сходу, серед них і представники роду Paracobitis, досі лишається погано діагностованими, що є причиною певної плутанини в таксономії членів родини.
До ключових ознак представників роду Paracobitis належать такі: початок спинного плавця розташований попереду або прямо над початком черевних плавців; відхідник знаходиться приблизно на один діаметр ока або менше перед початком анального плавця; тіло та хвостове стебло стрункі; на хвостовому стеблі присутній високий дорсальний (на спині) жировий гребінь; помітна чорна пляма розташована на основі нерозгалужених променів спинного плавця. Статеві відмінності невиразні.
Рід Paracobitis включає такі види:
- Paracobitis abrishamchianorum  Mousavi-Sabet, Vatandoust, Geiger & Freyhof, 2019
- Paracobitis atrakensis  Esmaeili, Mousavi-Sabet, Sayyadzadeh, Vatandoust & Freyhof, 2014
- Paracobitis basharensis  Freyhof, Esmaeili, Sayyadzadeh & Geiger, 2014
- Paracobitis ghazniensis  (Bănărescu & Nalbant, 1966)
- Paracobitis hircanica  Mousavi-Sabet, Sayyadzadeh, Esmaeili, Eagderi, Patimar & Freyhof, 2015
- Paracobitis longicauda  Kessler, 1872)
- Paracobitis malapterura  (Valenciennes, 1846)
- Paracobitis molavii  Freyhof, Esmaeili, Sayyadzadeh & Geiger, 2014
- Paracobitis persa  Freyhof, Esmaeili, Sayyadzadeh & Geiger, 2014
- Paracobitis rhadinaea  (Regan, 1906)
- Paracobitis salihae  Kaya, Turan, Kalayci, Bayçelebi & Freyhof, 2020
- Paracobitis starostini  Parin, 1983)
- Paracobitis zabgawraensis  Freyhof, Esmaeili, Sayyadzadeh & Geiger, 2014

Наявність жирового гребеня на хвостовому стеблі дала підставу деяким авторам включати до роду Paracobitis також деякі інші види немахейлових з Центральної Азії, південного Китаю та В'єтнаму. Зокрема це стосується представників китайського роду Homatula.